# Gymnotus jonasi
Gymnotus jonasi és una espècie de peix pertanyent a la família dels gimnòtids.

## Descripció
- Fa 13,5 cm de llargària màxima i 4 g de pes.[5]

## Alimentació
Tant els joves com els adults mengen petits animals aquàtics, sobretot larves de quironòmids.

## Hàbitat
És un peix d'aigua dolça, bentopelàgic i de clima subtropical.

## Distribució geogràfica
Es troba a Sud-amèrica: conca del riu Amazones al Brasil.

## Observacions
És inofensiu per als humans.